# Матевосян, Степан Нарбеевич
Степа́н Нарбеевич Матевося́н (род. 1960) — советский и российский психиатр, психотерапевт, психоаналитик, сексолог, психоэндокринолог, специалист по проблемам расстройств гендерной идентичности. Доктор медицинских наук, профессор. Директор Московского городского психоэндокринологического центра.

## Биография
В 1986 году окончил лечебный факультет Ереванского государственного медицинского института. В 1987 году закончил интернатуру по специальности «психиатрия».
В 1987—1989 годы работал участковым психиатром.
С 1988 г. вёл практическую и научную работу по оказанию помощи и изучению психических расстройств, возникших в экстремальных ситуациях (землетрясение в Армении, война в Афганистане и др.).
В 1992 году окончил аспирантуру при отделении психиатрической эндокринологии Московского НИИ психиатрии Министерства здравоохранения РФ (руководитель — профессор А. И. Белкин) и защитил диссертацию на соискание учёной степени кандидата медицинских наук.
С 1992 года — старший научный сотрудник отделения психиатрической эндокринологии Московского НИИ психиатрии Министерства здравоохранения РФ.
В 1993—1995 годах прошёл курс обучения основам психоанализа и психодинамической психотерапии, организованный Американской психоаналитической ассоциацией под руководством Х. Куртиса.
С 1992 года член Российской психоаналитической ассоциации, с 1995 г. — Русского психоаналитического общества, руководитель научного направления Русского психоаналитического общества.
С 1997 года директор Московского городского психоэндокринологического центра.
Профессор и заведующий кафедрой психиатрии Государственной классической академии имени Маймонида.
С 2009 году в Московской НИИ психиатрии защитил диссертацию на соискание учёной степени доктора медицинских наук по теме «Психические расстройства с синдромом „отвергания“ пола, клинико-феноменологические и лечебно-реабилитационные аспекты» (специальность 14.00.18 — психиатрия (медицинские науки)); официальные оппоненты — доктор медицинских наук, профессор А. А. Ткаченко, доктор медицинских наук М. И. Ягубов и доктор медицинских наук, профессор Б. Е. Егоров; ведущая организация — Московский государственный медико-стоматологический университет.
Автор более 100 научных публикаций.
Консультировал Н. С. Автономову по вопросам психиатрической терминологии при подготовке перевода на русский язык «Словаря по психоанализу» Жана Лапланша и Жана-Бертрана Понталиса.

## Критика
Психиатр В. Д. Менделевич подверг критике Матевосяна и его соавтора Г. Е. Введенского за «избыточно эмоциональную» реакцию на депатологизацию транссексуализма. Аргументы Введенского и Матевосяна о нецелесообразности депатологизации транссексуализма состоят в том, что транссексуализм крайне редко встречается без сопровождения его психическими расстройствами. По мнению Менделевича, это не служит основанием считать психическим расстройством сам транссексуализм. Он указывает, что большинство исследователей объясняет высокий процент коморбидности психических расстройств с транссексуализмом стигматизацией трансгендерных персон.

## Научные труды

### Статьи
на русском языке
- Случай нарушения половой идентичности у больного с синдромом Клайнфельтера// Современные проблемы психиатрической эндокринологии. Сборник научных трудов. — М., 2004. — С.119-138. (в соавт. с Шайдуллиным Р. Ф., Михайловым М. А., Асановым А. О.).
- К вопросу о типологии расстройств половой идентичности// Актуальные вопросы психиатрии, наркологии и медицинской психологии. Сб. науч. трудов Межрегиональной научно-практической конференции посвящённой 100-летнему юбилею ГУЗ «Воронежская областная психиатрическая больница». — Воронеж, 2004. — С. 204—206.
- Гендерная специфика телесного образа «Я» при расстройствах половой идентификации// Материалы Всероссийской научно-практической конференции памяти А. И. Белкина. Москва, 24-26 мая 2004 г. — М., 2004. — С.63-65. (в соавт. с Соловьевой И. А.).
- Психотерапия при расстройствах половой идентичности// Сборник тезисов Российской конференции «Современные тенденции организации психиатрической помощи: клинические и социальные аспекты». — М., 2004. — С. 152—154.
- Метод психодиагностики расстройств половой идентичности// Актуальные вопросы психиатрии, наркологии и медицинской психологии. Сборник научных трудов Межрегиональной научно-практической конференции посвящённой 100-летнему юбилею ГУЗ «Воронежская областная психиатрическая больница». — Воронеж, 2004. — С. 203—204.
- Психодиагностический потенциал телесного образа Я при нарушениях половой идентичности// Междисциплинарные проблемы психологии телесности. Материалы научно-практической конференции. г. Москва. — М., 2004. — С.187-197. (в соавт. с Соловьевой И. А.).
- Нарушения половой идентичности при заболеваниях шизофренического спектра// Судебная психиатрия. Шизофрения и шизофреноподобные расстройства. Сборник научных трудов/ Под ред. академика РАМН Т. Б. Дмитриевой. Вып. 2. — М.: ГНЦ СиСП имени Сербского, 2005. — С. 118—132.
- Психодиагностический потенциал телесного образа Я в работе с лицами с нарушениями половой идентичности// Психология телесности. Между душой и телом. — М.: АСТ, 2005.
- Дисморфофобические расстройства в структуре нарушений половой идентичности при шизофрении// Сборник трудов юбилейной научной конференции КГМУ и сессии Центрально-Чернозёмного научного центра РАМН, посвящённой 70-летию КГМУ. — Курск, 2005 (в соавт. с Василенко Л. М.).
- Особенности сексуального дизонтогенеза при шизофрении с синдромом нарушения половой идентичности// Сборник трудов юбилейной научной конференции КГМУ и сессии Центрально-Чернозёмного научного центра РАМН, посвящённой 70-летию КГМУ. — Курск, 2005 (в соавт. с Василенко Л. М.).
- Особенности клинической картины шизофрении с бредом сексуальной метаморфозы// Мужское здоровье и долголетие. 3-й Российский научный форум. г. Москва. 16-18 февраля 2005 г. — М., 2005. — С.89.
- Аффективные расстройства в структуре синдрома половой дисфории// Материалы международной научной конференции — Ереванский государственный медицинский университет им. М.Гераци. — Ереван, 2005. (в соавт. с Василенко Л. М.).
- Факторы дезадаптации у женщин с расстройствами половой идентичности Материалы международной научной конференции — Ереванский государственный медицинский университет им. М.Гераци. — Ереван, 2005. (в соавт. с Василенко Л. М.).
- Дифференциально-диагностические аспекты расстройств половой идентичности при заболеваниях шизофренического спектра// Материалы международной научной конференции — Ереванский государственный медицинский университет им. М.Гераци. — Ереван, 2005. (в соавт. Василенко Л. М.).
- Дифференциально-диагностические аспекты расстройств половой идентичности// Материалы межрегиональной научно-практической конференции, посвящённой 70-летию организации психиатрической помощи в Иркутской области, Иркутск, 22-23 сентября 2005 г./ Под ред. проф. А.С.Боброва. — Иркутск, 2005. — 300 с. (в соавт. с Василенко Л. М.).
- Половая идентичность и её девиации (обзор психоаналитической литературы)// Психоаналитический вестник. — 2005. — № 13. — С.112-140.
- Клинико-феноменологические особенности нарушений половой идентичности при заболеваниях шизофренического спектра// Медицинская наука Армении. −2005. — Т.XLV. — № 4. — С.93-99.
- Об опыте групповой психотерапии лиц с расстройствами половой идентичности// Материалы XIV съезда психиатров России. — М., 2005. (в соавт. с Николаевой Л. П., Костиной А. Б.)
- Суицидальное поведение лиц с нарушениями половой идентичности// Ма-териалы XIVсъезда психиатров России. — М., 2005. (в соавт. с Вяткиной В. А., Василенко Л. М.)
- Сравнительный анализ полоролевой идентичности при нервной анорексии и транссексуализме // Материалы XIV съезда психиатров России. — М., 2005. (в соавт. Новиковой З. Д.).
- Социальная адаптация и качество жизни больных с транссексуализмом и другими расстройствами половой идентичности// Материалы XIV съезда психиатров России. — М., 2005. (в соавт. с Василенко Л. М.).
- Особенности пубертата у лиц с расстройствами половой идентичности// Материалы II Всероссийской конференции «Мужское здоровье». — М., 2005.
- О проблемах психотерапии гендерной дисфории// Мужчина и женщина в современном изменяющемся мире: психоаналитические концепции. Материалы Всероссийской психоаналитической конференции. 17-18 декабря 2005 г. М., 2005. — С. 132—135.
- Методологические проблемы диагностики транссексуализма и других нарушений половой идентичности// Сборник материалов Начно-практической конференции «Сексуальная культура современной России»). — М., 2006. — С.40-44. (в соавт. Введенским Г. Е.).
- Психопатологическая коморбидность расстройств половой идентичности// Сборник материалов Научно-практической конференции «Сексуальная культура современной России»). — М., 2006. — С.44-46. (в соавт. Введенским Г. Е.).
- О правомерности определения понятий «ядерного» и «краевого» вариантов транссексуализма// Сборник материалов Научно-практической конференции «Сексуальная культура современной России»). — М., 2006. — С.125-129.(в соавт. Введенским Г. Е.).
- Клинико-психопатологические особенности и сексуальное развитие в пубертатном периоде у лиц с расстройствами половой идентичности// Сборник материалов Российской конференция «Современные принципы терапии и реабилитации психически больных», Москва 11-13 октября 2006 г. — М., 2006. — С.380-381.
- Модели пациентов с расстройствами половой идентичности// Сборник материалов 3-й Всероссийской конференции «Мужское здоровье», г. Москва, 2006 г. — М., 2006. — С. 228—229. (в соавт. С Введенским Г. Е.).
- К вопросу о половой дисфории при пограничной и психотической структурах личности (синергетическая модель)// Материалы Международной психоаналитической конференции (к 150-летию со дня рождения Зигмунда Фрейда).. 16-17 декабря 2006 г. Москва, 2006. — С.103-108.
- Психосексуальный дизонтогенез у лиц с половой дисфорией// Второй национальный конгресс по социальный психиатрии «Социальное преобразование и психическое здоровье», Москва, 2006 г. — М., 2006. — С.15. (в соавт. с Введенским Г. Е.)
- Половая дисфория у мужчин с истерическим расстройством личности// Мужское здоровье и долголетие.4-й Российский научный форум, г. Москва. 15-17 февраля 2006 г. — М., 2006. — С.64. (в соавт. с Введенским Г. Е.)
- Принципы оказания психотерапевтической помощи при нарушениях поло-вой идентичности. Паназиатский конгресс по психотерапии. Екатеринбург, 2007 (в соавт. с Введенским Г. Е.)
- Полоролевая идентичность при расстройствах личности истерического ти-па// Материалы Российской конференции «Взаимодействие науки и практики в современной психиатрии». — М., 2007. — C.367-368. (в соавт. С Новиковой З. Д.).
- Особенности полового самосознания у мужчин с половой дисфорией при истерических расстройствах личности// Материалы IV Всероссийского съезда Российского психологического общества. — Р/на-Дону, 2007. — С.383. (в соавт. С Новиковой З. Д.).
- Расстройства половой идентичности: история изучения проблемы и распространённость в РФ// Российский психиатрический журнал. — 2008. — № .3 — С.65-72.
- Смена пола как медицинская и социокультурная проблема// Актуальные вопросы теоретической и клинической психоэндокринологии. Сборник научных трудов. — М., 2007. — C. 88-97(в соавт. с Пружининой А. А., Пружининым Б. И.).
- Особенности диагностики синдрома отрицания пола при психических расстройствах// Актуальные вопросы теоретической и клинической психоэндокринологии. Сборник научных трудов. — М., 2007. — C.98-105. (в соавт. с Василенко Л. М., Горобец Л. Н.).
- О распространенности транссексуализма и других расстройств половой идентичности в Российской Федерации// Материалы Российской конференции «Взаимодействие науки и практики в современной психиатрии». Москва, 2007. — М., 2007. — С.364.
- Особенности сексуального дизонтогенеза при половой дисфории// Фунда-ментальные науки и прогресс клинической медицины. — М., 2008. (в соавт. с Кулиш С. Б., Введенский Г. Е.)
- Особенности пубертатного периода у лиц с расстройствами половой идентичности// Российский психиатрический журнал. — 2008. — № 1. — С. 47-52.
- Алкоголизм и зависимости от других психоактивных веществ у лиц с расстройствами половой идентификации// Вопросы наркологии. — 2008. — № 5. — С.66-76. (в соавт. с Минковым Е. Г.).
- Способ купирования абстинентного синдрома, патологического влечения и предупреждения рецидивов при кокаиновой наркомании у мужчин. — Патент на изобретение № 2218173. Опубликовано: 10.12.2003, Бюл. № 34.
- Алкоголизм и наркомании у лиц с расстройствами половой идентификации// Материалы общероссийской конференции Реализация подпрограммы «Психические расстройства» Федеральной целевой программы «Предупреждение и борьба с социально значимыми заболеваниями (2007—2011 гг.)». — М., 2008. — С.316-317. (в соавт. с Минковым Е. Г.).
- Половой диморфизм транссексуализма// Российский психиатрический журнал. — 2008. — № 6. — С. 26-29. (в соавт. с Введенским Г. Е.)
- Особенности игровой деятельности при расстройствах половой идентификации// Материалы общероссийской конференции Реализация подпрограммы «Психические расстройства» Федеральной целевой программы «Предупреждение и борьба с социально значимыми заболеваниями (2007—2011 гг.)». — М., 2008. — С. 268—269. (в соавт с Кулиш С. Б., Введенским Г. Е.).
- Лечебно-реабилитационные аспекты оказания помощи мужчинам с шизофренией и синдромом половой дисфории// Мужское здоровье и долголетие.6-й Российский научный форум. г. Москва. 19-20 февраля 2008 г. — М., 2008. — С.144. (в соавт. с Кулиш С. Б., Введенским Г. Е.).
- Расстройства половой идентификации// Психиатрия. Национальное руководство. — М.: Издательская группа «ГЕОТАР-Медиа», 2009. — С. 588—599. (в соавт. с Введенским Г. Е.).
- К вопросу о медико-социальных и юридически-правовых аспектах смены пола// Андрология и генитальная хирургия. — 2008. — № 3. — С.63-68.
- О феноменологии кроссдрессинга при расстройствах половой идентификации в структуре шизофрении// Сибирский вестник психиатрии и наркологии. — 2008. — № 1. — С. 27-31 (в соавт. с Кулиш С. Б., Введенским Г. Е., Горобец Л. Н.).
- Расстройства личности с половой дисфорией. Материалы международной научно-практической конференции «Сексуальное здоровье», Ереван-2009 — С. 15-16. (в соавт. с Введенским Г. Е.).
- Лечебно-реабилитационная тактика и показания к хирургическим вмешательствам при синдроме отрицания пола // Анналы пластической, реконструктивной и эстетической хирургии. — 2009. — № 2 — С.86-90 (в соавт. с Введенским Г. Е.).
- Клинико-феноменологические особенности мужского и женского транссексуализма// Психическое здоровье. — 2009. — № 5 — 35-43 (в соавт. с Кулиш С. Б., Введенским Г. Е.).

на других языках
- Clinical variants of gender identity disorders (GID)// Proceedings International Psychiatric Conference «Mental Health Perspectives in Public Health» Devoted to the 100 anniversary of Academician A.H. Mehrabyan. — Erevan, 2004. — P.69-70.
- Psychotic Variants of Gender Identity Disorders (GID)// 57th Institute on Psychiatric Services, APA’s Leading Educational Conference on Public and Community Psychiatry. — San Diego, CA, 2005. — P.122.
- Psychopathological qualification of non-acceptance of one’s primary and secondary sex characteristics in gender identity disorder// European psychiatry. — 2008. — Vol.23. — Supplement 2. — C. 387.
- Shizophrenia-spectrum disorders with syndrome of gender dysphoria// European psychiatry. — 2008. — Vol.23. — Supplement 2. — C. 126.
- Evaluation of non-specific Psychological attributes types in different types of gender identity disorder// European psychiatry. — 2008. — Vol.23. — Supplement 2. — C. 459.
- The prevalence of transsexualism (TS) and other gender identity disorders (GID) in Russia: an overview of existing data. 10th European Congress of Endocrinology 2008, Berlin, Germany. Endocrine Abstracts (2008), vol.16, P.166.
- Sex Change as Medical and Sociocultural Problem// XXII World congress of philosophy. Rethinking philosophy todae. July 30 — August 5, 2008. Seul National University. Abstracts. — Seul. Korea, 2008. — S. 427—428. (в соавт. с Пружининой А. А., Пружининым Б. И.)

### Патенты
- Средство для лечения компульсивного влечения к наркотику-опиату (соавт. Белкин А. И.). — Патент на изобретение № 2152799. Опубликовано: 20.07.2000 Бюл. № 20.
- Способ диагностики расстройств половой идентичности. — Патент на изобретение № 2272575. Опубликовано: 27.03.2006 Бюл.№ 9.